# Oberellenbach (Mallersdorf-Pfaffenberg)

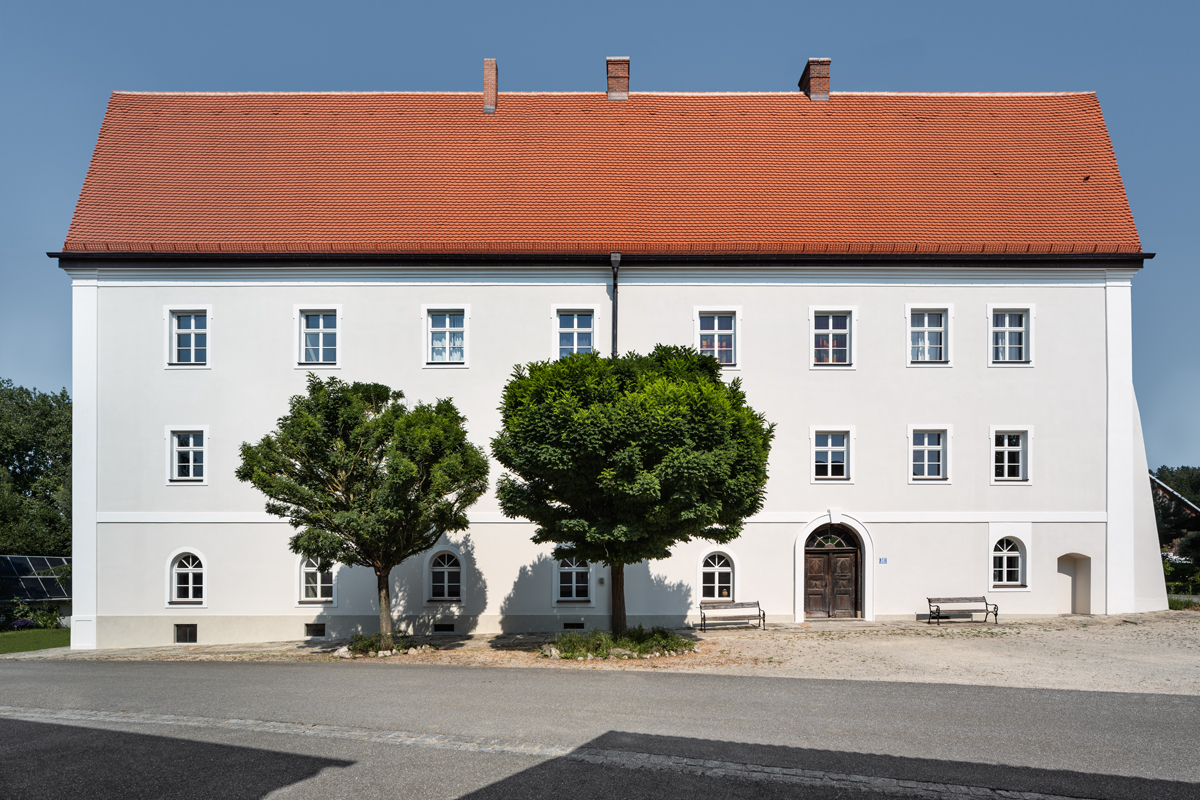
Das Schloss Oberellenbach

Oberellenbach ist ein Gemeindeteil des Marktes Mallersdorf-Pfaffenberg und eine Gemarkung im niederbayerischen Landkreis Straubing-Bogen.
Bis Ende März 1971 bestand die Gemeinde Oberellenbach.

## Lage
Das Kirchdorf Oberellenbach liegt am gleichnamigen Bach etwa drei Kilometer südöstlich von Pfaffenberg.
Die Gemarkung besteht aus Gemarkungsteilen in den Gemeinden Laberweinting und Mallersdorf-Pfaffenberg und hat eine Gesamtfläche von 1323,31 Hektar.

## Geschichte
Die beiden Orte Unter- und Oberellenbach sind in den ältesten Geschichtsunterlagen meist nicht voneinander zu trennen. Urkunden von 1031 und 1137 weisen auf die Orte Elahbah und Elenpac hin, doch ist nicht mit Sicherheit zu sagen, dass diese mit den heutigen Orten identifizierbar sind. Im bayerischen Grundbuch von 1240 wird ein „ampt“ (Amt) zu Ellenbach erwähnt. Die bayerischen Herzöge hatten also im 13. Jahrhundert in Ellenbach Besitztümer.
1447 bestand bereits eine Hofmark in Oberellenbach. Während des Dreißigjährigen Krieges überfielen 1634 die Schweden den Ort. Bei der Hofmarksbeschreibung von 1689 wird Christoff Ludwig Stöckl als Hofmarksinhaber bezeichnet. Noch 1726 befanden sich Stöckls Erben auf Oberellenbach. Urkundlich erwähnt ist die Benefiziumsstiftung aus dem Jahr 1730. Das Schloss wurde 1756 umgebaut und hatte ein Bräuhaus sowie Hofgebäude. Am 5. Juni 1796 belief sich der Wert des Gutes Oberellenbach auf 56.000 Gulden. Aus der Hofmark entstand zu Beginn des 19. Jahrhunderts das Patrimonialgericht II. Klasse Oberellenbach.
Die 1818 durch das bayerische Gemeindeedikt gebildete Gemeinde Oberellenbach, zu der auch eine Schule gehörte, hatte 1867 277 Einwohner. Sie war Teil des Bezirksamtes und Landgerichtes Mallersdorf. Im Jahr 1964 hatte die Gemeinde eine Fläche von etwa 856 Hektar und bestand aus den Gemeindeteilen Breitenhart, Oberellenbach, Pisat, Stiersdorf, Unterellenbach, Wagensonn, Weilnberg und Winkl. Der Gemeindeteil Breitenhart war 1949 aus der Gemeinde Niederlindhart nach Oberellenbach umgegliedert worden.
Im Zuge der Gebietsreform in Bayern wurde die Gemeinde Oberellenbach, die zum Landkreis Mallersdorf gehörte, am 1. April 1971 in die Gemeinde Pfaffenberg eingegliedert, die am 1. Juli 1972 mit dem Markt Mallersdorf-Pfaffenberg zusammengeschlossen wurde.

## Sehenswürdigkeiten
- Benefiziumskirche Heilig-Kreuz (früher Hl. Kreuzerhöhung). Sie wurde auf mittelalterlicher Grundlage im 17. Jahrhundert erbaut.
- Schloss Oberellenbach. Der von Süden nach Norden gerichtete dreigeschossige rechteckige Bau mit Satteldach wurde wohl Anfang des 18. Jahrhunderts errichtet und 1756 umgebaut. Heute wird das Schloss privat bewohnt.

## Vereine
- Freiwillige Feuerwehr Oberellenbach
- Marianische Männerkongregation Oberellenbach
- Schützenverein „Burgfrieden“ Oberellenbach. 1963 erfolgte die Gründung im Vereinslokal Gasthaus Steinherr durch zwanzig Gründungsmitglieder.